# 山东省立实验剧院
山东省立实验剧院是民国时期，山东省的一个现代剧团。位于今山东省济南市贡院墙根街中段路西，始建于1929年。历经变革，于1945年在陪都重慶彻底结束。

## 历史
1929年，陈调元担任山东省的政务官，教育厅厅长何思源把山东民眾劇場扩充建设成“山东实验剧院”，山东青州留美人士赵太侔出任院长，北京艺术专科学校毕业的王泊生担任教务长。4月，國民政府领导的山東省政府遷入濟南，山东省立实验剧院面向社會招收学生，开设论、表演、音乐、舞台美术四个科目，范围在北平、天津、济南三地区，一共收到学生40余人。
中原大戰時，阎锡山攻打济南。同时，山东实验剧院因经费短缺和主办人员意见分歧于1931年初停办，教务长王泊生率部分学生逃到北平，演变为“晦鸣社”。
1933年，王泊生回到济南演出时，山东省政府主席韩复榘挽留他在山东省，并且準備恢复学校。1934年11月1日，「山實」重組為山東省立劇院（簡稱「省院」），隸屬教育廳社會教育科，王泊生升任院長，其夫人吴瑞燕为教务长。趙太侔擔任山大校長之後，由王泊生接任的「省院」裡頭分為音樂和表演兩個系。受到趙的影響，王泊生要在戲曲的基礎上創造一種瓦格納式的樂劇。由於教學設計與樂劇實驗息息相關，因此，「省院」的音樂系側重的不是一般的西洋樂，而是適用於戲劇的配樂，即「伴劇器樂」。為此，王泊生專門從上海聘請了陳田鶴擔任音樂系的主任。
1937年，卢沟桥事变爆发，日军攻占华北大部分地区，学校不得不再次中止。王泊生带领部分师生，边演戏边流亡。他们辗转数千里，经徐州、郑州、武汉，历时一年多抵达陪都重慶。
1938年，王泊生在重庆市再次复建学校，更名為國立實驗劇院。由王泊生領銜的「山實」時期的演出，崑亂不擋、中西合璧，體現了「國劇運動」的戲劇理念。「國劇運動」大致是新文化運動退潮之後，知識分子對舊文化的現代化改造，是在西式現代化的基礎上重新發現戲曲傳統的文化共識。這一運動的發端，始於余上沅和趙太侔等人，他們看到了話劇在中國發展的局限性，反對自然主義的舞台，以中西戲劇形態的比較入手，試圖改良舊劇，使之與歐洲象徵主義文藝潮流「接軌」。無論是趙太侔還是王泊生都秉持「一代有一代之舞台」的看法，對改造舊劇的做法都予以肯定
1940年秋，山东省立剧院改称国立实验剧院。1941年秋，陪都的教育部正式下发批文，山东省立剧院改称国立实验剧院，设歌剧训练部及实验管弦乐团。1942年夏，国立实验剧院改称国立歌剧学校，李朴圆任教务主任兼高级部班主任，刘润清任初级部班主任。
1945年夏，国立歌剧学校因拒绝与国立戏剧专科学校合并引发学潮，学校停办，至此彻底结束。而在中华人民共和国成立后，山东省立实验剧院（山东省立剧院）的绝大部分师生，成为音乐、戏曲、影剧界的骨干。

## 著名教师
- 洪深，现代戏剧家。
- 赵铭彝，话剧家。
- 孙师毅，话剧家。
- 孙怡云，京剧青衣演员。
- 鲍吉祥，京剧老生演员。
- 郭际湘，京剧花旦。
- 张焕庭，京剧武净演员。

## 著名校友
- 陈田鹤，钢琴家。
- 李元庆，大提琴家。
- 张鸣琦，戏剧家、翻译家。
- 卢淦，舞台美术家。
- 魏乐文，小提琴家。
- 刘梅村，吕剧编演艺术家。
- 刘润清，话剧表演家。
- 马彦祥，戏剧家。
- 崔嵬，电影艺术家，《青春之歌》，《平原作戰》的導演。
- 魏鹤龄，电影艺术家。
- 田烈，电影演员。
- 赵荣琛，西区教育家，男旦。
- 任桂林，戏曲家，生角，延安舊劇革命運動的代表人物，《三打祝家莊》的編導者。
- 高玉倩，京剧表演艺术家，旦角，《紅燈記》中李奶奶的扮演者。
- 郭建英
- 李云鹤，即江青，艺名蓝蘋。
- 陈宗娥
- 王墨琴
- 郑志声，音乐指挥家。
- 梁斌，作家。